# Franz-Peter Neumann
Franz-Peter Neumann (* 17. August 1944 in Stotzheim) ist ein ehemaliger deutscher Fußballspieler. Der Offensivspieler hat für den 1. FC Köln in der Fußball-Bundesliga von 1965 bis 1967 neun Ligaspiele absolviert und fünf Tore erzielt.

## Laufbahn
Der im Hürther Stadtteil Stotzheim geborene Stürmer wechselte mit 16 Jahren in die Jugend des FC. Dort wurde er von Jupp Röhrig trainiert und lernte viel dazu. Auswahlberufungen in die Stadt- wie Mittelrheinauswahl folgten. Ab 1963 verstärkte er die Amateure des FC in der Amateurliga Mittelrhein. In seiner zweiten Runde, 1964/65, gehörte er unter Trainer Martin Hirche und Betreuer Karl-Heinz Schäfer der Meistermannschaft an und spielte an der Seite von Paul Alger und Hans-Jürgen Kleinholz auch im Wettbewerb um die Amateurmeisterschaft gegen die SpVgg Erkenschwick.
Zur Saison 1965/66 wurde er aus der Amateurmannschaft in den Lizenzspielerkader von Trainer Georg Knöpfle übernommen; direkt aus der Jugend kam Wolfgang Rausch dazu. Es kamen aber auch noch die externen Neuzugänge Ole Sørensen, Srdjan Cebinac und der vormalige Amateur von Jülich 1910, Franz Krauthausen, zum ersten Bundesligameister des Jahres 1964. Sein erstes Spiel für den FC bestritt Neumann am 6. Oktober 1965 im Messestädte-Pokal (welcher später zum UEFA-Pokal wurde) gegen Union Luxemburg. Das Spiel gewannen die Kölner mit 13:0 Toren, wozu Neumann zwei Treffer (zum 8:0 und 11:0) beisteuerte.
In der Bundesliga debütierte das Kölner Eigengewächs am 16. Oktober 1965 bei einem 1:0-Heimerfolg gegen Eintracht Frankfurt. Er lief als Mittelstürmer an der Seite von Karl-Heinz Thielen, Ole Sørensen, Wolfgang Overath und Johannes Löhr auf. Bei seinem zweiten Bundesligaeinsatz am 20. Oktober war er der Garant des Auswärtserfolges seiner Mannschaft: Er erzielte beide Treffer zum 2:1-Sieg bei Eintracht Braunschweig. Als die Kölner sich mit 6:0 bei Tasmania 1900 am 30. Oktober durchsetzten war Neumann ebenfalls als zweifacher Torschütze aktiv gewesen. Seinen siebten und letzten Einsatz in der Saison 1965/66 hatte er am 12. März 1966, als der FC sich mit einem 0:0 von Eintracht Frankfurt trennte; dabei bildete er neben Mittelstürmer Christian Müller mit Overath den Innensturm.
Unter Knöpfle-Nachfolger Willy Multhaup lief es überhaupt nicht mehr für den Mann aus Stotzheim: Er kam in der zweiten Saison 1966/67 lediglich noch auf zwei Einsätze (1 Tor) und schloss sich deshalb im Oktober 1967 Vitesse Arnheim in den Niederlanden an. Dort fühlte sich der heimatverbundene, rheinisch-fröhliche Neumann weniger wohl und kam im Sommer 1968 nach Köln zurück, um sich der Fortuna in der zweitklassigen Fußball-Regionalliga West anzuschließen.
Mit dem Team von Präsident und Mäzen Hans Löring spielte er zwei Runden um den Klassenerhalt, ehe in seiner dritten Saison, 1970/71, der Vorstoß auf den 4. Rang glückte. Dazu hatte er unter Trainer Ernst-Günter Habig und Mitspielern wie Wolfgang Fahrian, Wolfgang Glock, Gerd Zimmermann, Karl Lambertin und Karl-Heinz Struth in 33 Ligaeinsätzen sechs Tore erzielt. Präsident Löring war selbst noch in drei Spielen dabei aufgelaufen.
Überraschend beendete Neumann im Sommer 1971 seine Profikarriere und ging in Folge dem Fußballspiel beim Aufsteiger in die Mittelrhein-Verbandsliga, SpVg Frechen 20, nach. In der zweiten Saison, 1972/73, konnte er mit der Spielvereinigung an der Seite seines ehemaligen Fortuna-Kollegen Karl Lambertin die Meisterschaft feiern.
Der gelernte Lagerist, er war auch mal in der Kölner Bekleidungsmanufaktur von FC-Vorstandsmitglied, Teambetreuer und Gönner Fritz Hammerschmidt beschäftigt, lebt im Kölner Stadtteil Neustadt-Süd.